# Indicatif régional 510

Carte de l'État de Californie avec les territoires de ses indicatifs régionaux. L'indicatif régional 510 est en rouge.

L'indicatif régional 510 est l'un des multiples indicatifs téléphoniques régionaux de l'État de Californie aux États-Unis.
Cet indicatif dessert les villes de Oakland, Fremont, Hayward, Berkeley et Richmond.
La carte ci-contre indique en rouge le territoire couvert par l'indicatif 510.
L'indicatif régional 510 fait partie du Plan de numérotation nord-américain.